# TEPCOインターカレッジデザイン選手権
TEPCOインターカレッジデザイン選手権（テプコインターカレッジデザインせんしゅけん）は、東京電力株式会社主催による、学生対象の建築設計競技。2003年より毎年冬、建築会館にて開催されていた。各賞決定のプロセスは、数ある応募作品から一次選考通過作と選外佳作を数点選出、後日公開審査を行い、一次選考通過作の中から最優秀賞1点、優秀賞2点が決定される。福島第一原子力発電所事故の影響により2010年度で終了した。

## テーマ
- 2003年 『A House of Topography』
- 2004年 『コミュニケーションを触媒する住宅』
- 2005年 『溶解する境界・あいまいな場所-住宅を疑う-』
- 2006年 『現実を虚構化する住宅/虚構を現実化する住宅』
- 2007年 『非家族と暮らす住宅』
- 2008年 『イエガタ21世紀』
- 2009年 『ジェンダーを考える家』
- 2010年 『ダメハウス』

## 歴代審査委員
- 古谷誠章（建築家） - 2003～2008年
- 團紀彦（建築家） - 2003～2006年
- 乾久美子（建築家） - 2003～2008年
- 廣瀬直己（東京電力） - 2003～2004年
- 淵上正幸（建築ジャーナリスト） - 2003年
- 宮台真司（社会学者） - 2004～2006年
- 成川匡文（東京電力） - 2005～2007年
- 西沢立衛（建築家） - 2006～2010年
- 五十嵐太郎（建築家） - 2007～2010年
- 森尻謙一（東京電力） - 2008年
- 草山丈太（東京電力） - 2009～2010年
- 青木淳（建築家） - 2009～2010年
- 永山祐子（建築家） - 2009～2010年